# Konrad II. von Raabs
Konrad II. von Raabs (* um 1125/1130; † um 1191) war von ca. 1160 bis ca. 1191 Burggraf der mittelalterlichen Burggrafschaft Nürnberg.

## Leben
Konrad II. entstammte den Grafen von Raabs, einem Adelsgeschlecht von Edelfreien, deren Bezeichnung der in Niederösterreich gelegenen Burg Raabs entlehnt worden war. Er war der Sohn von Konrad I. von Raabs, dem zusammen mit seinem älteren Bruder Gottfried II. von Raabs ca. 1105 die Burghut über die Burggrafschaft Nürnberg verliehen worden war. Konrad II. folgte ca. 1160 seinem Vetter im Burggrafenamt nach, nachdem dieser 1154 zum ersten Mal ausdrücklich mit dem entsprechenden Titel burggravius de Norinberg bezeichnet worden war.
Vermutlich nahm er unter Herzog Leopold V. von Österreich 1190 an dessen Kreuzzug in das Heilige Land teil und fiel 1191 bei der Belagerung von Akkon.
Er selbst hatte keine männlichen Nachkommen, so dass mit seinem Tod die männliche Linie der Grafen von Raabs erlosch. Konrad II. Graf von Raabs, Burggraf von Nürnberg, hinterließ jedoch zwei Töchter
1. Sophia von Raabs (* um 1170/75; † nach 1204), Erbin von Raabs und der Burggrafschaft Nürnberg, von Cadolzburg und Abenberg; ⚭ (1184) Friedrich III. (* um 1139; † nach 1. Oktober 1200), 1171 Graf von Zollern, seit 1192/93 als Friedrich I. Burggraf von Nürnberg
2. Agnes von Raabs (* um 1154; † nach 1217), Erbin der westlichen Hälfte der Grafschaft Raabs, der so genannten  Grafschaft Litschau ; ⚭  Graf Gebhard II. von Dollnstein (1215), Graf von  Hirschberg (1224), urkundlich 1186 bis 1191, (* um 1150; † 1229/1232)

Nach dem Tod von Konrad II. trat deshalb dessen Schwiegersohn Friedrich I. Graf von Zollern sein Erbe als Burggraf von Nürnberg an und wurde vermutlich noch 1191 von Kaiser Heinrich VI. mit dem Burggrafenamt belehnt.